# Europa 51
 Europa 51 és una pel·lícula italiana neorealista dirigida per Roberto Rossellini, estrenada el 1952, protagonitzada per Ingrid Bergman i Alexander Knox. Ha estat doblada al català.

## Temàtica
Apassionat durant molt de temps per la vida de sant Francesc d'Assís, Roberto Rossellini va decidir intentar una pel·lícula on un personatge de sant s'ha de confrontar a la societat de postguerra. Ho fa a través d'un personatge que evoca Simone Weil i la història d'una Passió, que condueix l'heroïna des de l'abandonament fins a la condemna, a través de la traïció del seu marit, la difamació, l'empresonament, els interrogatoris...
La pel·lícula forma part de l'obra de Rossellini que s'ha anomenat la "trilogia de la soledat", entre Stromboli terra di Dio, que data del 1950, i Viatge a Itàlia, estrenada el 1954. La seva trama es basa en una referència a l'escena final de "Alemanya, any zero", el suïcidi d'un nen.

## Argument[3]
Irene (interpretada per Ingrid Bergman) i George Girard (interpretat per Alexander Knox) formen una parella benestant que viu en la Roma de postguerra. En el transcurs d'un sopar, el seu fill, Michele, no para de voler atreure l'atenció de la seva mare, però Irene es mostra molt més atenta als seus hostes. Michele intenta llavors suïcidar-se llançant-se pel forat de l'escala, i es trenca el maluc.
A l'hospital, Irene promet no deixar més Michele i estar més atenta, però aquest mor poc després a causa d'un coàgul sanguini. Irene queda clavada al llit durant 10 dies, abans de recórrer a l'ajuda d'Andrea Casatti (interpretat per Ettore Giannini) per tal d'ajudar-la a superar el seu dolor. Andrea és comunista. La fa visitar els barris més pobres de Roma i la porta a donar del seu temps i dels seus diners per tal de socórrer les persones que hi viuen. Aboca diners en un noi pel seu tractament mèdic, ajuda una mare de sis fills a trobar una feina en una fàbrica (on té una experiència que la trastorna quan reemplaça per a una jornada aquesta dona), s'ocupa d'una dona a punt de morir de la tuberculosi.
Com que ajuda aquestes persones, passa menys temps a casa seva. El seu marit arriba a la conclusió que té una relació amb Andrea, cosa que el porta a deixar-la. D'altra banda, és detinguda per la policia per haver ajudat un noi que havia comès un robatori i havia fugit (ella li havia aconsellat lliurar-se).
Mentre es troba destinguda, el seu marit i les autoritats decideixen ingressar-la en un hospital psiquiàtric per evitar l'escàndol.

## Repartiment
- Ingrid Bergman: Irene Girard
- Alexander Knox: George Girard, el marit
- Ettore Giannini: Andrea Casatti
- Teresa Pellati: Ines
- Giulietta Masina: Passerotto
- Marcella Rovena: Sra. Puglisi
- Tina Perna: Cesira
- Sandro Franchina: Michele Girard, el fill

## Producció
Es va trigar més de setze mesos a arribar al guió final, començant per un primer projecte signat per Federico Fellini i Tullio Pinelli, passant per un guió de l'àlies de Le Chanois de Jean-Paul Dreyfus (escriptor comunista i antic membre de la resistència francesa) fins a la contribució del mateix Rossellini i de Donald Ogden Stewart antic guionista de Metro-Goldwyn-Mayer (en aquell temps a la llista negra de Hollywood per les seves opinions polítiques).
La pel·lícula es va rodar en alguns dels vilatges romans més pobres, en particular moltes escenes es van rodar a Primavalle, a via Federico Borromeo i a via Pietro Bembo. L'escena del riu es troba al gasòmetre a prop de Magliana: a la pel·lícula es suggereix que es troba a la mateixa Primavalle però en realitat es troben a diversos quilòmetres. Les escenes de la clínica psiquiàtrica van ser rodades en una clínica situada a via di Villa Troili a Roma, al districte Aurelio. Altres llocs de rodatge a Roma són la Piazza del Campidoglio, via Veneto i via Archimede al Parioli (la casa on viu la protagonista).
Les escenes de la fàbrica es van rodar dins i fora de la fàbrica de ciment Italcementi a Colleferro. La noia que acompanya Irene al seu lloc de treball i dona instruccions és Margherita Armenis, una colleferrina que en el moment de la filmació treballava a la fàbrica de ciment.
Alguns extres, inclòs el noi que Irene ajuda a escapar, són residents del barri reclutats seguint els dictats del cinema neorealista.

## Premis i nominacions

### Premis
- 1952: Copa Volpi per la millor interpretació femenina per Ingrid Bergman
- 1952: Premi Internacional al Festival Internacional de Cinema de Venècia per Roberto Rossellini

### Nominacions
- 1952: Lleó d'Or al Festival Internacional de Cinema de Venècia per Roberto Rossellini